# Oxford University AFC

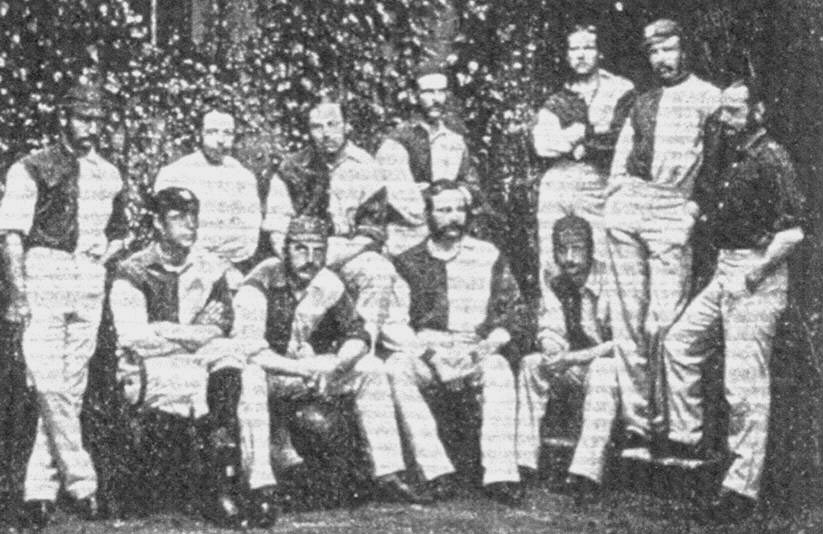
Oxford University AFC, 1874.

Oxford University Association Football Club är en engelsk fotbollsklubb från Oxford, England som representerar University of Oxford. Den bildades 1872 och hemmamatcherna spelas på Iffley Road Stadium i Oxford. 

## Historia
Klubben grundades 1872 och kom snart att bli en av de ledande fotbollsklubbarna under 1870-talet, 1874 vann man FA Cupen genom att besegra Royal Engineers med 2–0 i finalen. Man tog sig till finalen vid ytterligare tre tillfällen;  1873, 1877 och 1880 som var det sista året som man deltog. 
Fotbollsklubben Pegasus som vann FA Amateur Cup två gånger på 1950-talet bestod av spelare från Oxford och Cambridge Universitys lag.

## Meriter
- FA Cupen: 1874
- FA Cupen final: 1873, 1877 och 1880

## Landslagsspelare
22 spelare spelade för Engelska landslaget medan de spelade för Oxford. Tre av dem Frederick Chappell, Arnold Kirke-Smith och Cuthbert Ottaway spelade i den första internationella fotbollsmatchen den 30 oktober 1872, då man spelade 0–0 mot Skottland. 
Spelarna som spelade för England medan de spelade för Oxford University (, antalet matcher inom parentes). 
- John Bain (1 match)
- Arthur Berry (1 match)
- Francis Birley (1 match)
- William Bromley-Davenport (2 matcher)
- Frederick Chappell (1 match)
- Edmund Currey (2 matcher)
- Tip Foster (1 match)
- Henry Hammond (1 match)
- Elphinstone Jackson (1 cap)
- Arnold Kirke-Smith (1 match)
- Robert Stuart King (1 match)
- William Oakley (4 matcher)
- Cuthbert Ottaway (2 matcher)
- Percival Parr (1 match)
- George Raikes (4 matcher)
- William Rawson (2 matcher)
- G.O. Smith (7 matcher)
- Robert Vidal (1 match)
- Percy Walters (2 matcher)
- Leonard Wilkinson (2 matcher)
- Claude Wilson (1 match)
- Charles Wreford-Brown (1 match)